# フジノパーシア
フジノパーシアは日本の競走馬。主戦騎手は大崎昭一。おもな勝ち鞍は1975年（昭和50年）の天皇賞（秋）及び1976年（昭和51年）の宝塚記念・高松宮杯。半弟に兄と同じ天皇賞（秋）を制したスリージャイアンツがいる。同期にキタノカチドキ・コーネルランサー・タカエノカオリ・トウコウエルザ・サクライワイ・イットー・アイフルがいる1974年（昭和49年）世代。長距離系種牡馬パーシアの代表産駒。同期のサクライワイに勝るとも劣らぬ道悪巧者でもあった。
- 馬齢については原則旧表記（数え）とする。

## 戦績
3歳冬にデビュー戦を勝利したフジノパーシアだったが、脚部不安の為に休養に突入、結局クラシックにはトライアルレースにすら出走せずに終わった。
4歳春に復帰し、5歳早々にオープン入りすると2月の東京新聞杯で重賞初制覇となった。更に、得意の不良馬場となった天皇賞（秋）では2番人気に支持されると、中団追走から4角手前で一気にスパートして先頭に立ち、1番人気に支持されたキクノオーが直線で伸び悩むのを尻目に、同期のカーネルシンボリやトウコウエルザらの追撃も許さず優勝、八大競走勝ち馬となった。次走・有馬記念ではやはり同期のキタノカチドキらを抑えて1番人気に支持されたが、この年の日本経済賞の優勝馬ホワイトフォンテンを気にしすぎたのを勝負師の異名を持つ加賀武見騎乗のイシノアラシに突かれ、2着に終わった。
6歳時は第17回宝塚記念・高松宮杯を連勝した他、春先のダイヤモンドステークスにも勝利した。秋は天皇賞出走権が無い（当時の天皇賞は勝ち抜け制）事もあり、12ハロンのワシントンDCインターナショナルに日本代表で参加した。だが、プレゼンターとして来ていたこの時代屈指の美人女優として名を馳せたエリザベス・テイラーが巻き起こす騒ぎに冷静さを欠いてしまい、得意の不良馬場にもかかわらず6着に沈んだ。この時はエリザベス・テイラーの取材を目的とする記者が多数来ており、彼らが競走馬たちのことをまるで気にせず、馬が近くにいても遠慮なくフラッシュを焚いて写真を撮るなどしていたという。また来場者数も記録的だった上に、エリザベス・テイラー目的で来場していた者が少なくなかったと言われている。このレースでも手綱を取った大崎は、後に「この騒ぎが無かったら2着には入っていただろう」と語っている。それでもスピードシンボリ以来の入着を果たし、賞金5000ドル、日本円にして50万円を獲得。帰国後の有馬記念では、新たな最強世代TTGの二頭・トウショウボーイとテンポイントがおり、結局この2頭にはおろか天皇賞を制したばかりの同期のアイフルにまでも先んじられる8着に敗退、このレースを最後に引退した。

## 引退後
引退したフジノパーシアは、門別町で種牡馬生活を開始した。だが、この時代の国産馬の御多分に漏れず不振、晩年は当て馬稼業がメインとなった。1987年11月1日、種牡馬時代からの持病と化していた腹痛（腸捻転）が原因で安楽死となった。　

## 競走成績
- 1973年（1戦1勝）
- 1974年（6戦2勝）
  - 1着 - あさがお賞、初冬特別
  - 3着 - 露草賞
- 1975年（9戦5勝）
  - 1着 - 天皇賞 (秋)、東京新聞杯、赤富士賞
  - 2着 - 有馬記念、アルゼンチン共和国杯、日本経済賞
- 1976年（7戦3勝）
  - 1着 - 宝塚記念、高松宮杯、ダイヤモンドステークス

## 血統表
| フジノパーシアの血統（ブランドフォード系 / Hyperion 3x5=15.63%） | フジノパーシアの血統（ブランドフォード系 / Hyperion 3x5=15.63%） | フジノパーシアの血統（ブランドフォード系 / Hyperion 3x5=15.63%） | （血統表の出典）    | （血統表の出典）    |
| 父 *パーシア Parthia 1956 鹿毛 イギリス                          | 父の父Persian Gulf 1940 鹿毛 イギリス                            | Bahram                                                           | Blandford           | Blandford           |
| 父 *パーシア Parthia 1956 鹿毛 イギリス                          | 父の父Persian Gulf 1940 鹿毛 イギリス                            | Bahram                                                           | Friar's Daughter    |                     |
| 父 *パーシア Parthia 1956 鹿毛 イギリス                          | 父の父Persian Gulf 1940 鹿毛 イギリス                            | Double Life                                                      | Bachelors Double    | Bachelors Double    |
| 父 *パーシア Parthia 1956 鹿毛 イギリス                          | 父の父Persian Gulf 1940 鹿毛 イギリス                            | Double Life                                                      | Saint Joan          |                     |
| 父 *パーシア Parthia 1956 鹿毛 イギリス                          | 父の母Lightning 1950 鹿毛 イギリス                               | Hyperion                                                         | Gainsborough        | Gainsborough        |
| 父 *パーシア Parthia 1956 鹿毛 イギリス                          | 父の母Lightning 1950 鹿毛 イギリス                               | Hyperion                                                         | Selene              |                     |
| 父 *パーシア Parthia 1956 鹿毛 イギリス                          | 父の母Lightning 1950 鹿毛 イギリス                               | Chenille                                                         | King Salmon         | King Salmon         |
| 父 *パーシア Parthia 1956 鹿毛 イギリス                          | 父の母Lightning 1950 鹿毛 イギリス                               | Chenille                                                         | Sweet Aloe          |                     |
| 母 チエクイン 1966 鹿毛 日本                                     | 母の父*ダイハード Die Hard 1957 栗毛 イギリス                    | Never Say Die                                                    | Nasrullah           | Nasrullah           |
| 母 チエクイン 1966 鹿毛 日本                                     | 母の父*ダイハード Die Hard 1957 栗毛 イギリス                    | Never Say Die                                                    | Singing Grass       |                     |
| 母 チエクイン 1966 鹿毛 日本                                     | 母の父*ダイハード Die Hard 1957 栗毛 イギリス                    | Mixed Blessing                                                   | Brumeux             | Brumeux             |
| 母 チエクイン 1966 鹿毛 日本                                     | 母の父*ダイハード Die Hard 1957 栗毛 イギリス                    | Mixed Blessing                                                   | Pot-pourri          |                     |
| 母 チエクイン 1966 鹿毛 日本                                     | 母の母ヒガシヒメ 1960 黒鹿毛 日本                                | *ゲイタイム Gay Time                                             | Rockefella          | Rockefella          |
| 母 チエクイン 1966 鹿毛 日本                                     | 母の母ヒガシヒメ 1960 黒鹿毛 日本                                | *ゲイタイム Gay Time                                             | Daring Miss         |                     |
| 母 チエクイン 1966 鹿毛 日本                                     | 母の母ヒガシヒメ 1960 黒鹿毛 日本                                | ヒガシハタ                                                       | *ライジングフレーム | *ライジングフレーム |
| 母 チエクイン 1966 鹿毛 日本                                     | 母の母ヒガシヒメ 1960 黒鹿毛 日本                                | ヒガシハタ                                                       | ツキノボル F-No.8-a |                     |